# Crenobia teratophila
Crenobia teratophila és una espècie de triclàdide planàrid que habita l'aigua dolça de les muntanyes del sud d'Itàlia.
C. teratophila es distingeix de C. alpina per presentar diverses faringes en comptes d'una. Aquesta és una característica que comparteix amb C. montenigrina.